# 莲花华溪蟹
莲花华溪蟹（学名：[Sinopotamon linhuaense] 错误：{{Lang}}：文本有斜体标记（帮助））为溪蟹科华溪蟹属的动物。在中国大陆，分布于江西等地，一般生活于溪流石块下。其生存的海拔上限为200米。